# Psychonotis
Psychonotis is een geslacht van vlinders van de familie van de Lycaenidae. De wetenschappelijke naam en de beschrijving van dit geslacht werden voor het eerst in 1930 gepubliceerd door Lambertus Johannes Toxopeus.

## Soorten
- P. brownii (Druce & Baker, 1893)
- P. caelius (Felder & Felder, 1860)
- P. eudocia (Druce & Bethune-Baker, 1893)
- P. hebes (Druce, 1904)
- P. hymetus (Felder, 1860)
- P. kruera (Druce, 1891)
- P. melane (Joicey & Talbot, 1916)
- P. nerine (Grose-Smith, 1899)
- P. purpurea (Druce, 1902)
- P. piepersii (Snellen, 1878)